# Andronicus van Rhodos
Andronicus van Rhodos was een Grieks filosoof uit de 1e eeuw v.Chr.. 
Andronicus had ten tijde van de heerschappij van de Romeinse dictator Sulla een leidinggevende rol in de Peripatetische School die bijna drie eeuwen eerder was opgericht door Aristoteles. Van de eigen opvattingen van Andronicus is geen schriftelijk werk overgeleverd, maar hij dankt zijn bekendheid doorheen de geschiedenis vooral aan zijn verdienste als uitgever van het werk van Aristoteles en als de uitvinder van de term metafysica. 
In de jaren na de dood van Aristoteles was veel van zijn geschreven werk in verval geraakt. In de overgeleverde teksten van Strabo en Plutarchus wordt de weg beschreven die de verschillende werken van Aristoteles afgelegd hebben. Tegen de tijd waarin Andronicus leefde waren reeds alle dialogen - de enige werken die door Aristoteles zelf uitgegeven waren - onherroepelijk verloren gegaan.
Andronicus slaagde er echter wel in om via de Romeinse taalgeleerde Tyrranion beslag te leggen op kopieën van lesteksten van Aristoteles' volgelingen. Deze nota's werden door hem vervolgens gesystematiseerd, geordend en daarna uitgegeven in het Latijn. Men vermoedt evenwel dat dit 'verzamelde werk' slechts 1/5 van het totaal van de door Aristoteles geschreven teksten bevat. Andronicus voegde bij de uitgave ook eigen commentaren toe bij de leer van Aristoteles, maar hiervan is niets overgeleverd. 
Bij de uitgave van het werk van Aristoteles heeft Andronicus ook gepoogd om een ordening aan te brengen binnen het werk. Hieruit ontstond uiteindelijk de term 'metafysica'. De 10 boeken handelend over dit onderwerp werden immers gecatalogiseerd onder de noemer 'Ta meta ta physica', wat vrij vertaald naar het Nederlands betekent 'dat wat volgt op de fysica'.
- Biblioteca Nacional de España: XX832438
- Catàleg d'autoritats de noms i títols de Catalunya: 981058614847006706
- CiNii: DA15042536
- Gemeinsame Normdatei: 100012434
- International Standard Name Identifier: 0000 0001 0813 7181
- Library of Congress Control Number: n85216260
- Nationale bibliotheek van Australië: 35850075
- Nationale Bibliotheek van Israël: 987007257614205171
- Nationale Bibliotheek van Polen: a0000003726356
- Nederlandse Thesaurus van Auteursnamen: 069748071
- Système universitaire de documentation: 029185017
- Trove: 1115193
- Virtual International Authority File: 11266492
- WorldCat: E39PCjrfgGfjTcrbBDftDHqt4y